# Marilyn Wilson
Pour les articles homonymes, voir Wilson.
Marilyn Wilson, née le 14 juillet 1943 à Richmond (Victoria), est une nageuse australienne spécialiste des épreuves en dos.

## Palmarès

### Jeux olympiques
- Jeux olympiques de 1960 à Rome (Italie) :
  -  Médaille d'argent sur 4X100 m 4 nages[1].